# SAFSTOR
SAFSTOR (amalgame de « safe » et « storage », qui signifie « stockage sécurisé ») est une méthode de démantèlement nucléaire dans laquelle une installation ou une centrale nucléaire régie par la Commission de réglementation nucléaire (NRC) des États-Unis est « placée et maintenue dans un état permettant à l'installation d'être stockée en toute sécurité et ensuite décontaminée (décontamination différée) à des niveaux permettant libération pour une utilisation sans restriction ».
Pendant SAFSTOR, la centrale déchargée est surveillée avant la décontamination complète et le démantèlement du site, dans des conditions telles que l'autorisation nucléaire n'est plus requise. Le démantèlement doit être achevé dans les 60 ans suivant la cessation des activités de la centrale.
Pendant la période de stockage, certains des contaminants radioactifs du réacteur et de la centrale se désintègrent, ce qui réduit la quantité de matières radioactives à éliminer lors de la phase finale de décontamination.

## Plusieurs niveaux
Différents sous-niveaux de SAFSTOR sont reconnus, qui varient selon le type d'activité et la surveillance requise.
- En « veille chaude/froide », la centrale est maintenue en état de fonctionnement mais ne fournit pas activement d'électricité ; la surveillance et la maintenance sont similaires à celles effectuées lors d'une longue panne. Cela pourrait constituer la première étape permettant de planifier d’autres arrêts et un démantèlement.
- En « SAFSTOR sous surveillance », les systèmes tels que la surveillance des rayonnements et la ventilation restent opérationnels, ainsi que la sécurité et la maintenance continues du site. Une décontamination initiale minimale est effectuée.
- Le « SAFSTOR passif » nécessite un nettoyage initial plus approfondi, mais ne permet qu'une inspection intermittente du site et l'arrêt des systèmes actifs tels que la surveillance radiologique.
- Le « SAFSTOR durci » empêche l'intrusion dans les parties contaminées de l'installation par des dispositions barrières importantes.

Toutes les déclinaisons de SAFSTOR nécessitent une action positive de décontamination du site à la fin de la période de stockage.

## Options alternatives
Les autres options proposées par la NRC sont le démantèlement nucléaire (DECON), qui consiste en un démantèlement immédiat de la centrale et la réhabilitation du site, soit le scellement nucléaire (en) (ENTOMB), qui consiste à enfermer les parties contaminées de la centrale dans une couche permanente de béton. Une combinaison d'options peut être utilisée, par exemple le retrait immédiat des composants et des condenseurs de la turbine à vapeur, et SAFSTOR pour la cuve de confinement la plus fortement radioactive. Étant donné que le NRC exige que le déclassement soit achevé dans un délai de 60 ans, ENTOMB n'est généralement pas choisi puisque toutes les activités n'auront pas atteint un niveau de fond non réglementé pendant cette période.
Les options de déclassement d'une centrale nucléaire hors service peuvent être choisies en fonction de la disponibilité des fonds, de l'exploitation d'autres réacteurs sur le même site ou de la disponibilité d'installations d'élimination des déchets. En 2004, 11 réacteurs étaient prévus pour DECON et 9 pour SAFSTOR. En 2008, 14 réacteurs de puissance commerciaux à l'arrêt étaient prévus ou avaient terminé le DECON, 11 étaient à SAFSTOR, 3 à ENTOMB  et l'unité 2 de Three Mile Island était déchargée et prête à être décontaminée lorsque l'unité 1 aurait cessé de fonctionner.